# Dionysius Koolen
Dionysius Adrianus Petrus Norbertus Koolen (Rijswijk, 21 januari 1871 – Voorschoten, 24 maart 1945) was een Nederlands politicus.
Koolen was een katholiek politicus in het interbellum. Hij was advocaat en administratief rechter en kwam in 1905 in de Tweede Kamer voor het district Grave door oud-minister Harte te verslaan. Hij volgde in 1920 Fock op als Kamervoorzitter en trad in die functie tamelijk streng en formeel op. In 1925 was hij de opvolger van Aalberse in het kortstondige eerste kabinet-Colijn. Na zijn ministerschap werd hij staatsraad. Hij werd in 1939 verrassend formateur na de val van het vierde kabinet-Colijn. Anders dan de ministers Carl Romme en Max Steenberghe was hij een exponent van de rechtervleugel van de RKSP. Zijn formatiepoging mislukte dan ook.
- Biografisch Portaal: 41029197
- International Standard Name Identifier: 0000 0003 8749 3620
- Nederlandse Thesaurus van Auteursnamen: 068907036
- Parlement.com: vg09ll2f3au8
- Virtual International Authority File: 280449141
- WorldCat: E39PBJxWRt8TXwJc7dKbPrgVG3